# Sincfalpark
Het Sincfalpark is een stadspark in de Belgische stad Brugge.
Het park is ingeklemd tussen de straten Sint-Claradreef, de Calvariebergstraat en het Komvest. Doordat het omringd is door huizen is het een niet zo zichtbaar parkje. Het park heeft naast het groen een speeltuin met een basketbalplein. Aan de andere kant van het Komvest is het grotere Baron Ruzettepark gelegen.

## Geschiedenis
Het perceel heeft een geschiedenis, doordat men het beschouwt als het laatste overblijfsel van de Sincfal-arm die deel uitmaakte van het Zwin. Het park werd in 1975 aangelegd nadat de in de negentiende eeuw hier gebouwde kerk en klooster van de paters kapucijnen werden gesloopt. Op de vrijgekomen gronden kwam langs de Komvest het appartementsgebouw Sincfal. Het saldo van de gronden werd in 1973 aangekocht door de stad Brugge, die een deel ervan overdroeg aan de Brugse maatschappij voor huisvesting, die langs de Calvariebergstraat een sociale woonwijk bouwde. Tussen beide behield de stad Brugge het overgebleven deel van de vroegere kloostertuin, circa 6.000 m², en legde er het openbaar Sincfalpark aan. Het park herbergt enkele essen en treuressen, zomereiken en zomerlinden.
In 2013 werd aan de alarmbel getrokken door de buurtbewoners, omdat het park er verwaarloosd bij lag en omdat het slecht verlichte park 's avonds een trekpleister werd voor drugsverslaafden. De stad Brugge maakte 68.000 euro vrij voor een grondige renovatie van het park met onder andere een nieuwe speeltuin en fietsparcours voor de kinderen. Het vernieuwd speelplein werd geopend in juli 2016.